# Radan Dolejš
Radan Dolejš (9. dubna 1964, Děčín – 23. ledna 2022, Praha) byl český historik, dramaturg, scenárista, režisér, hudebník a hudební producent. Mezi roky 2014 a 2016 byl programovým ředitelem televize Relax.

## Život
Absolvoval FF UK Praha – obor čeština dějepis (prof. Otto Urban), státní zkoušky složil z českého jazyka a literatury, české a světové historie, z pedagogiky (1986–1991). Studoval Lidovou konzervatoř Jaroslava Ježka (tvorba scénáře a písňového textu, prof. Jiří Suchý). Od září 2017 byl pedagogem na Pražské konzervatoři – Obor: Dějiny Jazzu a moderní populární hudby. Byl autorem (spoluautorem) několika knih zejména v spojení s Janem Werichem a Jiřím Voskovcem.
Působil jako dramaturg, scenárista a režisér zejména zábavných pořadů na TV Nova (1998–2009), TV Prima (2003–2007), TV Barrandov (2012) a České televizi (2002–2022). V letech 2010–2011 pracoval v České televizi jako výkonný ředitel ČT1.
V roce 2014 nastoupil do Televize Relax jako Programový ředitel, aby zvedl sledovanost této tv.Skončil v roce 2016.
V hudební oblasti se proslavil jako kytarista skupiny Šlapeto (1991–2002), dále jako producent, dramaturg a kytarista skupiny Patrola alias Patrola Šlapeto (2002–2022). V roce 2007 byla skupina Patrola přejmenována na Patrola Šlapeto.
Zemřel v lednu 2022 na sepsi způsobenou těžkou cukrovkou.

## Knihy
- J. Werich: Povídky nejen o psech (spolu s Václavem Kofroněm)
- J. Werich: Všechno je jinak (spolu s Václavem Kofroněm)
- M. Schonberg: Osvobozené (spolu s Václavem Kofroněm)
- J. Voskovec: Srdečně váš (spolu s Václavem Kofroněm)
- V+W Neznámí I – Faustovy skleněné hodiny (1922–29) (spolu s Václavem Kofroněm)
- V+W Neznámí II – Nikdo nic nikdy nemá… (1929–38) (spolu s Václavem Kofroněm)
- Karel Hašler – písně (výpravný dvousvazkový zpěvník génia české písničky (spolu s Přemyslem Rutem, Gustavem Oplustilem a Gabrielem Gösselem)

## Dramaturgie
Dramaturg zábavných pořadů Tv Nova (ČNTS, spol.s r.o.) Spolu s Dr. J. Czechem
- Horoskopičiny
- Novoty
- Čundrcountryshow
- Ruská ruleta
- Na vlastní nebezpečí
- Rozjezdy pro hvězdy
- Silvestr 98
- 5 let s vámi

Dramaturg pro Tv Nova (Česká Produkční 2000 a.s.)
- Skopičiny
- Dobroty
- Bárymetr
- Rozjezdy pro hvězdy
- Tyjátr
- Paškál
- Silvestry TV Nova 1999–2002

### Divadelní dramaturgie
- Švejk v režii Václava Postráneckého, premiéra 6. 11. 2008 – divadlo Hybernie

## Scénáře
Česká televize
- Hvězdy na Vltavě (2002)
- Slavnostní koncert „Večer lidí dobré vůle“ Velehrad (2005–2019)
- Anděl (2003–2007, 2012)
- Svatba roku (2004)
- Slavnostní koncert ke vstupu ČR do EU (2004)
- Život plný písniček ke 125. výročí narození Karla Hašlera (2004)
- Atlet roku (2005–2019)
- Zlatá hokejka (2006–2008)
- Tříkrálový charitativní koncert (2008–2009)
- Strom naděje a splněných přání 2008
- Jasná zpráva? Jedeme dál! – koncert k 70. narozeninám Pavla Vrby (2008)
- Svatojanské Navalis – barokní slavnosti na počest Jana Nepomuckého (2009–2010)
- Karel Gott 70 – Slavnostní koncert k 70. narozeninám Karla Gotta (2009)
- 50 let Semaforu – galavečer k 50. výročí založení legendární české divadelní scény (2009)
- 80. let divadla Spejbla a Hurvínka – galaprogram k 80. výročí založení legendárního divadla (2010)
- Pocta Petru Mukovi (2010)
- Zlatý kanár (2009, 2010 – ČT4)
- Kapka Naděje – Deset let rosteme s vámi (2009)
- galakoncert k 10. výročí Nadačního fondu Kapka naděje
- Kapka naděje 2011 – supervize
- Zpívánky (2009–2010)
- Do roka a do dna (Silvestr ČT1 2012, 2014)
- Pomozte dětem 2013
- Zpívá celá rodina (2013, 2015)
- Galavečer k "70" Vlastimila Harapese "A tančím dál" (2016)
- "Hej mistře basů" Galavečer k "75" legendy české pop music Karla Vágnera (2017)
- "Já půjdu dál" Galakoncert k "70" legendy české pop music Heleny Vondráčkové (2017)
- "Pocta Karlu Hašlerovi" galakoncert k 75 výročí tragického úmrtí legendárního českého písničkáře (2017)
- Má vlast 2018 – galakoncert k 100 výročí vzniku ČSR (2018)
- České hlavičky 2019 – galavečer
- Šedesát let Semaforu (2019) – spolupráce na scénáři
- „30 let to ŠLAPE“ (2019) – galakoncert ke 30. výročí založení kapely ŠLAPETO

TV Prima
- Slavnostní koncert k 65. narozeninám Karla Svobody 2003
- Kapka naděje 2004
- Koncert Fantazie 2004
- Naděje pro Asii 2005
- Nejhezčí auto 2005
- Vyvolení pro Kapku naděje 2005–2006
- Deska roku 2005–2008
- Královny muzikálů pro Kapku naděje 2007
- Karel Svoboda 80 – galakoncert k nedožitým osmdesátým narozeninám geniálního skladatele (2018)

TV Nova
- Show Šárky Vaňkové
- 12. Výročí Tv Nova
- Česká Miss 2005–2007
- Bailando (2007)
- Silvestrovský Mejdan roku z Václaváku (2006–2007)
- Patnáct – série tří pořadů k 15. výročí TV Nova (2009)

TV Barrandov
- Legendy televizní zábavy: Všem dívkám, které jsem měl rád – Karel Gott (2012)
- Šel tudy, měl banjo – Ivan Mládek (2013)
- Barrandovská Abeceda (2012)

TV Noe
- Silvestr na faře (2018) Netradiční zábavný pořad s moderátory Prokopem Siostrzonkem a Lucií Výbornou, skupinami Hradišťan a Patrola Šlapeto a řadou dalších zajímavých hostů.

Další scénáře
- Slavnostní otevření Sazka Areny (2004)
- Slavnostní otevření Anděl Media Centrum (2005)
- Oslavy 50. let města Havířova
- Marketingová konference pojišťovny Generali (2009)
- Spolupráce na scénáři galavečer k zahájení vysílání TV Barrandov
- Veni, Vidi, Vici – romantická komedie z golfového prostředí, Metropolitan film 2009 (spolu s Janem Rokůskem, dramaturg Radek John)
- Břevnovská zastavení s převorem Prokopem Siostrzonkem (TV Šlágr 2013, 2014)
- Zuzana Stirská & Fine Gospel Time „20“ (TV Šlágr 2019)
- 2013 – Krampoloviny na televizi Relax
- 2013 – Novotný za humny na Televizi Relax
- 2015 – Poslední zhasne na Televizi Relax – dělal i režii

## Hudba

### Šlapeto
kytarista kompletního katalogu skupiny Šlapeto v letech 1991–2002
- Ručičky nebojte se (1992)
- Hašlerky (1993)
- Zpráva o stavu pražských hospod (1994)
- Červená sedma a jiné trumfy (1995)
- Stál na nároží bijásek (1996)
- Nepudeme spát až ráno v šest (1997)
- Trempírny a jiné kousky (1998)
- Ne a nebudem se ženiti (1999)
- Ta naše písnička žižkovská (1999)
- Ach, to je ten pokrok (2000)
- Po Starých zámeckých schodech (2000)
- Ach pryč, ach pryč je všecko (2001)

### Patrola Šlapeto
producent, dramaturg a kytarista kompletního katalogu skupiny Patrola Šlapeto
- Máš-li kapičku štěstí (2001)
- Zpráva o stavu pražských hospod 2003 (2002)
- Všechny naše holky (2003)
- 2CD a DVD Karel Hašler 125 (2004)
- Patrola/Šlapeto 2CD Ta naše písnička česká (2008)
- Patrola/Šlapeto Ručičky nebojte se … 20 let (2009)
- DVD Patrola/Šlapeto Živě v Semaforu (2011)
- Patrola Šlapeto Praha – srdce Evropy CD a DVD (2013)
- Patrola Šlapeto CD a DVD Mým domovem ztichlá je putyka (2014)
- Koncert pro Patrika DVD Patrola Šlapeto a hosté (Charitativní koncert pro Patrika Sysla, hosté: Jiří Suchý, Monika Absolonová, Aleš Brichta, Richard Tesařík, Wabi Daněk, Jiří Strach atd.)
- Patrola Šlapeto – Hezká vzpomínka 2016 (25 písní Karla Hašlera, příloha publikace Karel Hašler – písně)
- Patrola Šlapeto – Chytila Patrola… CD a DVD (2017)

## Režie
(Režijní spolupráce)

### Projekty
- Megakoncert 10 let ČPP v Sazka Areně (2005)
- Marketingová konference Prazdroj (2006)
- 100 let Libereckých vzduchotechnických závodů
- Primátorské dny (2006–2010 v Liberci)
- Megakoncert hvězd (K. Gott, H.V ondráčková, 4.TET Jiřího Korna a Petr Rychlý) (2007)
- Národní finále Elite Model Look (2007)
- Rock Girl (2008)
- Bonton Cup (2008)
- Aichi (Art Image Change International) (2009–2010)
- Miss Aerobik Junior (2008 Tv Galaxie)
- Finále Miss Aerobik (2008 Tv Nova Sport)
- „Zpátky si dál tenhle film“ – turné Karla Gotta (2008)
- DVD Dalibor Janda 55 koncert z pražské Lucerny 1.12. 2008
- Králové ledové Areny III (Jevgenij Pljuščenko, Edvin Marton, Tomáš Verner, Stephan Lambiel atd.)
- Energy Globe World Award 2009 (moderace Désirée Nosbusch, scénář Oliver Spiecker, účinkovali: Nisha Kataria, Viktor Lazlo, Viktor Kee atd.)
- 50 let Semaforu – galavečer k 50. výročí založení legendární české divadelní scény
- Zlatý kanár (2009 – ČT4)
- DVD Inflagranti Trioso (koncert dívčího smyčcového tria Inflagranti, hosté: Petr Muk, Petr Bende, Petr Kolář), DVD Patrola – * Šlapeto „Živě v Semaforu“ (záznam koncertu z divadla Semafor, hosté Jiří Suchý a Jitka Moravcová)
- Galavečer finále Mistrovství Evropy Floristiky (Havířov 2011)
- Svatojanské Navalis 2011–2014 – barokní slavnosti na počest Jana Nepomuckého
- Benteler "20" let, galavečer k 20. výročí založení společnosti, Home Credit Arena Liberec 2015 (Ewa Farna, Chinaski, Marcela Augustová)
- Bílí Tygři – galevečer Mistrů, hotel Zlatý Lev Liberec, 2016 (Libor Bouček)

### Rádio
- Dostaveníčko s První republikou 1–51 (2015–2019) (scénář), Country radio

### Koncerty
- Pocta Karlu Svobodovi
- 75. Pavel Bobek
- 70. let Ivan Mládek
- Lenka Filipová
- Klíč
- Greenhorns

### Další akce
- Ples hlavního města Prahy a Obecního domu 2013-2019
- 15. Let divadla Kalich galavečer k 15.výročí divadla 2014 (I. Janžurová, J. Lábus, J. Vojtek, M. Žbirka,O. Havelka, Elán atd.)
- galavečer k 15.výročí divadla 2014 (I. Janžurová, J. Lábus, J. Vojtek, M. Žbirka,O. Havelka, Elán atd.)
- Silvestr s J.A. Náhlovským 2014 (Tv Relax – Pohoda)
- Poslední zhasne zábavná show Vladimíra Hrona (díly 1–42 Tv Relax, 2015–2016)
- Evergreen Tour 2015 (společné turné: J. Zíma, Y. Simonová, E. Pilarová, K. Štědrý, P. Filipovská, Patrola Šlapeto, Karel Kahovec a George and Beatovens, Rangers Band, V. Sodoma atd.)
- Megasilvestr s Vladimírem Hronem Tv Relax 2015
- W. Matuška – Známý i neznámý (dokument Česká mincovna, Tv Relax 2015)
- Vysílá Tv První republika I a II (Tv Relax 2015)
- Evergreen Tour 2016 (společné koncert Lucerna 27.4. 2016: J. Suchý, J. Molavcová, J. Zíma, E. Pilarová, K. Štědrý, P. Filipovská, Patrola Šlapeto, K. Kahovec a George and Beatovens, Rangers Band  atd.)
- Galakoncert k 30 výročí skupiny Dobrý večer Quintet  (Divadlo Broadway, Tv Relax 2016)
- Lucie Bílá – Slavičí královna – 9 životů Lucie Bílé (dokument Česká mincovna, Tv Relax 2016)
- Dostaveníčko s První republikou III a IV (Tv Relax 2016)
- Vysílá Tv První republika III a IV (Tv Relax 2016)
- Vysílá Tv První republika V a VI (Tv Relax 2017)
- Vysílá Tv První republika VII a VIII (Tv Relax 2018)

## Ceny, ocenění
- V letech 1996, 1997 a 1998 získal cenu Anděl se skupinou Šlapeto (resp. cenu Česká Gramy 1996, cenu Hudební akademie 1997 a následně cenu Akademie populární hudby 1998) v kategorii lidové a dechové hudby.
- držitel ceny Anděl 2003 za charitativní projekt Hvězdy na Vltavě
- s P. Novotným držitel cen Ano za nejúspěšnější zábavný pořad TV Nova Novoty v letech 98, 99 a 2000
- s P. Novotným držitel cenný TýTý za nejúspěšnější zábavný pořad roku 1998 – Novoty
- s P. Novotným držitel ceny Ano za pořad Silvestr 2000